# Notre-Dame-de-la-Mer (gemeente)
Notre-Dame-de-la-Mer is een fusiegemeente (commune nouvelle) in het Franse departement Yvelines (regio Île-de-France). De plaats maakt deel uit van het arrondissement Mantes-la-Jolie. Notre-Dame-de-la-Mer is op 1 januari 2019 ontstaan door de fusie van de gemeenten Jeufosse en Port-Villez.

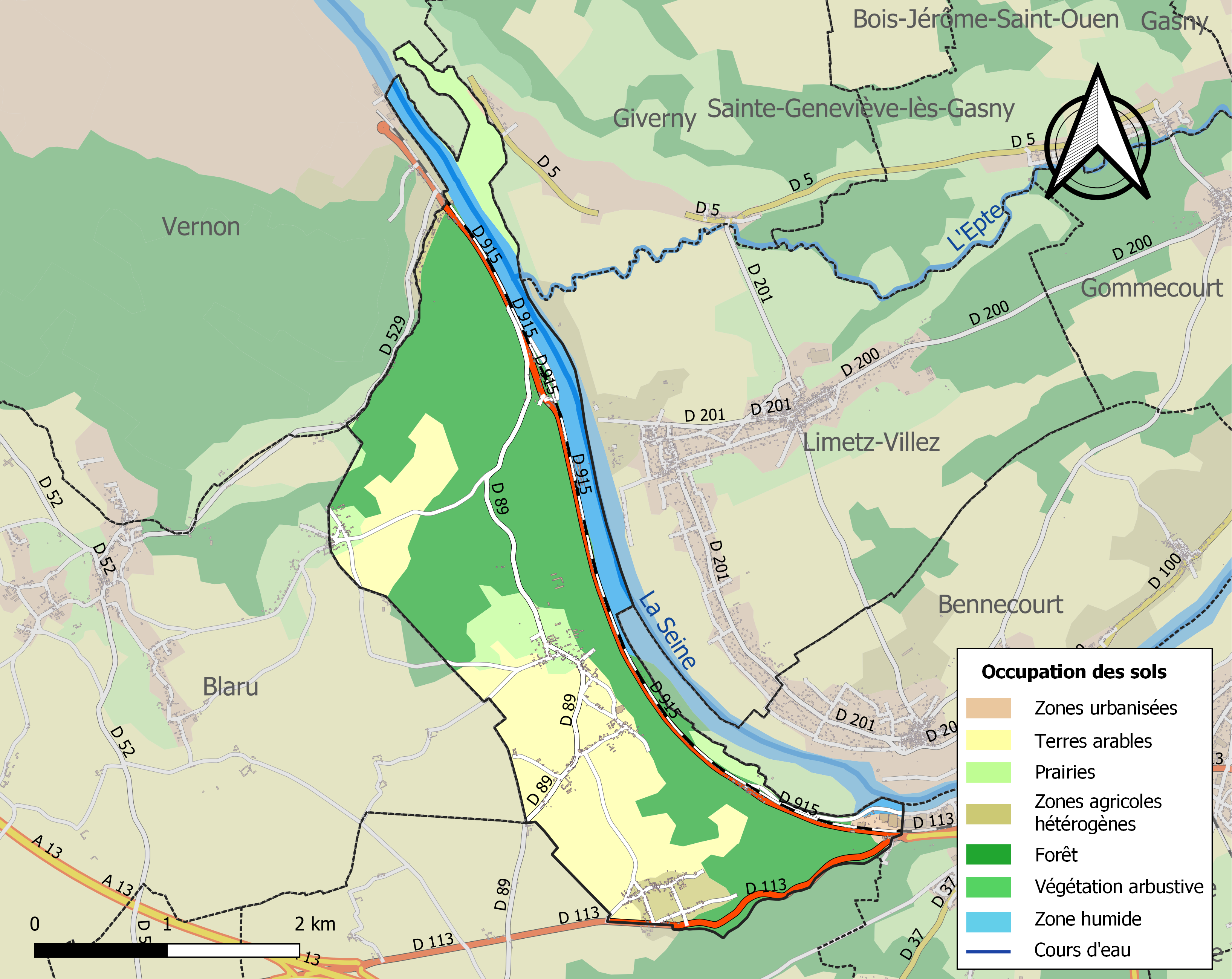
Kaart van de gemeente met de belangrijkste infrastructuur, bodemgebruik en omliggende gemeenten

## Demografie
Onderstaande figuur toont het verloop van het inwonertal (bron: INSEE-tellingen).
Notre-Dame-de-la-Mer telde in 2017 652 inwoners.